# 紅香爐

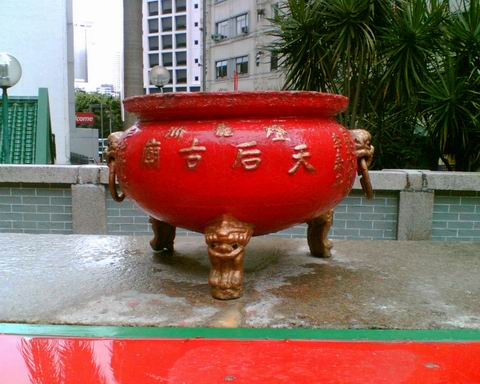
銅鑼灣天后廟正門的紅香爐

紅香爐（英語：Hung-heong-loo）是香港一個曾經存在的地名，大概是指掃桿埔以東的大坑一帶，亦曾被認為是香港島的一個統稱。

## 命名來源
紅香爐的來源眾說紛紜，有一說是很久以前海上有隻紅香爐漂到銅鑼灣天后廟前，人們以為天后顯靈，於是將香爐搬到廟裏供奉。而據香港地方志中心文章〈從紅香爐到天后站——紅香爐天后宮的地名故事〉記述，相傳紅香爐天后宮由居於九龍蒲崗的客籍人士戴士蕃所建，其時戴氏經常渡海至對岸的銅鑼灣割草，一次在岸邊草叢拾得飄來紅色香爐一尊（或說天后神像一尊），以為神靈，設祀供奉，香火漸顯，戴氏就連同大坑村民合力立廟。另一說則指「紅香爐」得自天后宮前的燈籠洲（今奇力島），以該島形似廟前香爐而名。
廟所在的山就是紅香爐山，這個地方就被稱為紅香爐港，簡稱「香港」。

## 文獻記載

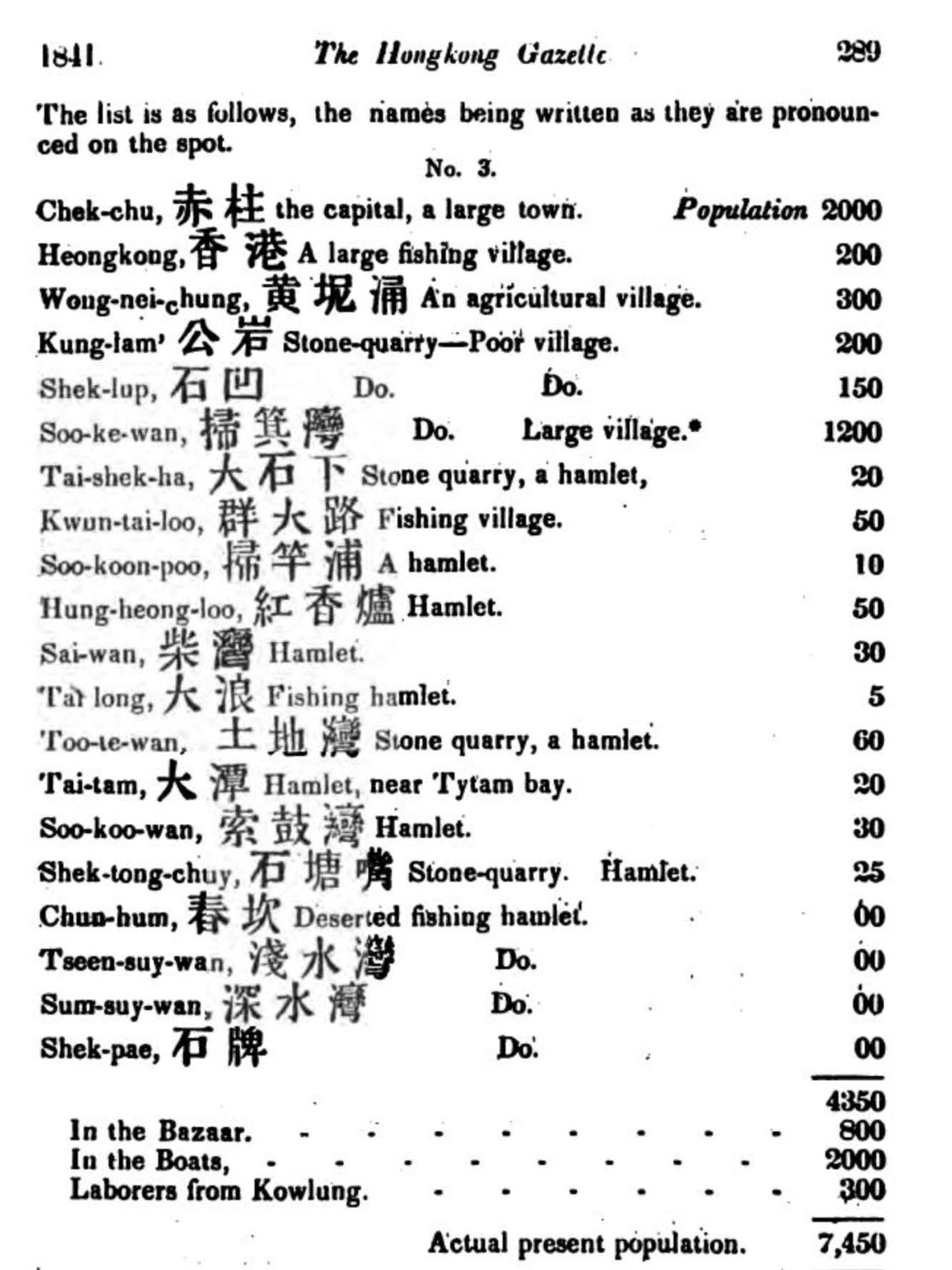
1841年時紅香爐是個50人的小村

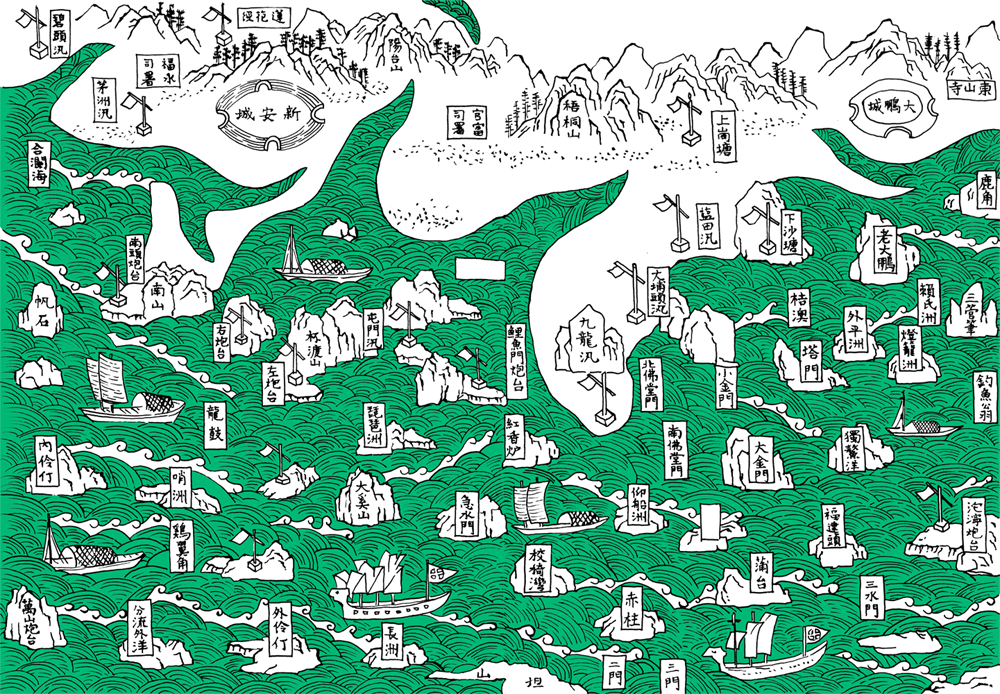
《新安縣志》香港海防圖，正中島嶼名紅香爐

「紅香爐」一詞，可追溯1819年（清代嘉慶廿三年）所編著完成的《新安縣志》，入面香港海防圖就以此標示香港島的位置，不過有可能指的只是紅香爐汛（明清時期的軍事駐地）。
約1870-1871年（清代同治九至十年）的《廣東圖說》卷十三，新安七：「香港島舊有居民數十户，東有紅香爐汛，東南有赤柱汛」，裏面新安縣圖亦有一紅香爐汛位於島嶼的東方。
到1841年英國人佔領並登陸港島，以主要聚居地統計人口，而當時紅香爐記載為一小村（Hamlet），人口只得50人。

## 相關命名
- 爐峰峽（即今山頂一帶）
- 紅香爐峰（寶馬山的俗稱）
- 鹽船灣紅香爐廟（即今銅鑼灣天后廟）